# Le Pian-sur-Garonne
Le Pian-sur-Garonne – miejscowość i gmina we Francji, w regionie Nowa Akwitania, w departamencie Żyronda.
Według danych na rok 1990 gminę zamieszkiwało 517 osób, a gęstość zaludnienia wynosiła 81 osób/km² (wśród 2290 gmin Akwitanii Le Pian-sur-Garonne plasuje się na 701. miejscu pod względem liczby ludności, natomiast pod względem powierzchni na miejscu 1330.).